# Heinz Fankhänel
Heinz Fankhänel (* 9. Juni 1927 in Chemnitz; † 5. November 1995 in Eberswalde) war ein deutscher Entomologe und Hochschullehrer.

## Leben
Fankhänel besuchte die Volksschule in Oelsnitz/Erzgeb., gefolgt von der Oberschule in Stollberg/Erzgeb. In den letzten Monaten des Zweiten Weltkrieges wurde Fankhänel einberufen und kam in sowjetische Kriegsgefangenschaft, aus der er bereits 1945 entlassen wurde.
Nach seiner Entlassung begann Fankhänel eine Lehrerausbildung und arbeitet als Neulehrer. 1947 trat er ein Studium der Biologie an der Universität Leipzig an, das er 1952 erfolgreich abschloss. 1956 schloss Fankhänel an der Biologisch-bodenkundlichen Fakultät der "Michail-Wassiljewitsch-Lomonossow" – Universität in Moskau seine Promotion ab. 1971 wurde Fankhänel zum Professor für Angewandte Entomologie und Pflanzenschutz an der Universität Leipzig berufen. Die Professur hatte er bis 1974 inne. Es folgten weitere Lehrtätigkeiten, u. a. am Instituto Investigaciones Tropicales in Havanna, Kuba und an der University of Agriculture in Alemaya, Äthiopien.